# Neoosmanizam
Neoosmanizam je nacionalistička, islamistička i panturkistička ideologija i političko-strategijski program koji zagovara obnovu  utjecaja današnje Republike Turske na svim onim područjima koja je svojedobno osvojilo Osmansko Carstvo od početka 14. stoljeća pa do pada carstva 1922. (pogledati kartu). 
Koncept neoosmanizma je u velikoj mjeri vezan uz misao i rad Ahmet Davutoğlu, turskog politologa, godišnjeg Glavnog savjetnika tadašnjeg turskog premijera Recepa Tayyipa Erdoğana (2003.-2009.), potom ministra vanjskih poslova Turske (2009.-2014.) i premijera Turske (2014.-2016.).  U svojoj knjizi "Strategijska dubina: međunarodni položaj Turske" izdanoj 2001. zalaže za koncept "bez problema sa susjedima", u kojemu bi Turska trebala okrenuti težište svojih težnji s ideje da postane Europska zemlja, na ideju da ostvari svoj kulturalni, gospodarski i politički utjecaj - u što većoj mjeri miroljubivim sredstvima - na područjima na kojima je Osmansko carstvo u prošlosti ostvarivalo vlast ili utjecaj.
Neoosmanska interesna sfera obuhvaća prostore Zakavkazja i Središnje Azije (tj. područje na kojemu se govore turkijski jezici), Bliskog istoka i Jugoistočne Europe, odnosno Balkanskog poluotoka.
Neki analitičari sagledavaju da je posrijedi ideologija zasnovana na gledištima konzervativnih turskih političara iz Anadolije, na kojoj je zasnovana današnja vanjska politika Republike Turske, kao i skupini islamista i .
Kako je Turska zadnjih desetljeća postala znatno gospodarski jačom i stoga samouvjerenijom, te se s vremenom upušta i u vojne aktivnosti u drugim zemljama, neki analitičari iskazuju zabrinutost nad agresivnim potencijalima neoosmanizma osobito na Bliskom Istoku i Sjevernoj Africi.
U Središnjoj Aziji, koja nije bila dio Osmanskog carstva, ali s kojom Turska ima etničku i jezičnu bliskost, neoosmanizam se povezuje s tzv. panturkizmom.

## Ahmet Davutoğlu
Bivši Ministar vanjskih poslova Republike Turske Ahmet Davutoğlu i šef odsjeka za međunarodne odnose Sveučilišta Beykent - koje je, prema mišljenju islamologa Darka Tanaskovića "rasadnik neoosmanizma". Davutouğlu je autor djela „Strategijska dubina: međunarodni položaj Turske“ (2001.) u kome su predstavljena načela neoosmanske ideologije koja su na današnjoj turskoj političkoj sceni oživotvorena u programu Erdoğanove stranke AKP (čiji je vrlo istaknuti član tada bio i Davutouğlu) i potom u vanjskoj politici dugogodišnjeg turskog premijera i potom predsjednika Recepa Tyyipa Erdogana. U svom djelu iz 2001. „Strategijska dubina: međunarodni položaj Turske“, Ahmet Davutoğlu iznosi da je „Turska baštinik svih stoljeća osmanske prošlosti tijekom kojih su postavljene trajne osnove u povijesnom, ekonomskom i mentalnom pogledu, zbog čega Turska i danas ima mogućnost i sva prava na tim prostorima ostvariti posebnu ulogu“, te da „Turska kao nasljednica Otomanskog imperija ne može biti epizodist, već isključivo protagonist na međunarodnoj sceni“.
Na otvaranju konferencije „Osmansko nasljeđe i muslimanske zajednice Balkana danas“ u listopadu 2009. u Sarajevu, Ahmet Davutoğlu je kao tadašnji ministar vanjskih poslova Republike Turske izjavio sljedeće: 
| »               | Mi želimo novu balkansku regiju utemeljenu na političkim vrijednostima, ekonomskoj međuovisnosti, suradnji i kulturnoj harmoniji. To je bio otomanski Balkan. Mi ćemo obnoviti ovaj Balkan... Otomanska stoljeća Balkana su uspješna priča, a sada trebamo obnoviti tu priču. | « |
| Ahmet Davutoğlu | |   |

U svom djelu „Strategijska dubina: međunarodni položaj Turske“ Ahmet Davutoğlu objašnjava da bi za projekt obnove i snaženja utjecaja "novog Osmanskog carstva" -  odnosno, današnje Republike Turske kao njegove sljednice u svim pogledima, kao „građevinski materijal“ trebalo poslužiti muslimansko stanovništvo pojedinih regija. On Bošnjake i Albance smatra za dva „temeljna i tradicionalna oslonca osmansko-panturkističke politike na Balkanu“. Davutoğlu prostor koji se sa zapada proteže od Bihaća, preko Federacije BiH, zatim Stare Raške (Sandžaka), Kosova, Albanije, Makedonije, Kirdžalije do Trakije, smatra svojevrsnim koridorom od velike važnosti za Republiku Tursku. Ovaj prostor je već ranije definiran kao zelena transverzala. U svom djelu „Strategija dubina“ Davutoğlu opisuje tri koncentrična geopolitička kruga, odnosno turske interesne sfere. U tako nazvanom „Unutarnjem krugu“ se nalaze Republika Srbija, Kosovo, Republika Albanija i Republika Sjeverna Makedonija; u „Središnjem krugu“ su Republika Srbija, Republika Grčka, Republika Bugarska i Bosna i Hercegovina (Federacija BiH); dok „Vanjski krug“ koji nije od primarne važnosti za Republiku Tursku čine Republika Hrvatska, Republika Mađarska i Republika Rumunjska.

## Odnos prema sekularističkim "kemalističkim" politikama u Turskoj
Neoosmanizam se pojavljuje kao obnovljena osmanska ideologija i kao suprotnost kemalizmu u Republici Tuskoj krajem dvadesetog stoljeća.  Islamisti smatraju da je moderna nacionalna država zasnovana na sekularnim vrijednostima - kakvu je 1920. godina zasnovao general i 1. predsjednik Republike Turske Mustafa Kemal Atatürk - glavna prepreka za reislamizaciju turskog društva. Oni smatraju da nastojanja za uspostavu sekularnog poredka smanjuje politički utjecaj Republike Turske, u odnosu na Osmansko carstvo koje se temeljilo na osnovama islama i u kojemu je islamska vjerska zajednica bila neodvojivo vezana uz državu,  i zapravo istovjetna s državom koju se u socijalnom i pravnom smislu sagledavalo kao zajednicu muslimana, osnovanu radi čuvanja i širenja područja muslimanske vlasti.

## Vanjske poveznice
- Frontal. rs: Neoosmanizam: Upoznati i razotkriti, 3.2.2010.[neaktivna poveznica]
- Srpska politika: Političke analize: Šta je to neoosmanizam? Prof. dr Darko Tanasković na predavanju „Neoosmanizam - Povratak Turske na Balkan“, 22. juni 2010.[neaktivna poveznica]
- Srpska politika: Cilj Turske uspon otomanskog Balkana: Turci se opet šetkaju srpskim zemljama, 1.12.2009.[neaktivna poveznica]
- Nova srpska politička misao: „Strategijska dubina“ turske spoljne politike 19. juli 2010.
- Frontal.rs: Vraća li se turski zeman? 31.10.2009.[neaktivna poveznica]
- Radio televizija Republike Srpske: Banjaluka - Davutoğlov diplomatski skandal, 29.01.2011.
- Radio televizija Republike Srpske: Tanasković: Nedostatak javnog reagovanja ohrabruje neoosmaniste, 03.07.2011.
- Radio televizija Republike Srpske: Presing: O uticaju Turske na Balkan, 20. 2. 2012.[neaktivna poveznica]
- Radio-televizija Republike Srpske: Štetna turska politika na Balkanu, naročito prema BiH, 3. 4. 2012.